# Unterbewertung
Die Unterbewertung, auch unter dem Anglizismus Underpricing bekannt, ist ein Begriff im Bank- und Börsenwesen. Sie beschreibt das Phänomen eines Emissionskurses bei der Wertpapieremission auf dem Primärmarkt, der unterhalb der Erstnotiz am ersten Handelstag auf dem Sekundärmarkt liegt. Das Gegenteil ist die Überbewertung.

## Allgemeines
Unter- und Überbewertung sind Teil der Preisbildung, das den Emissionskurs oder die Emissionsrendite bei Effekten (Aktien oder Anleihen) festlegt und dabei dem Gleichgewichtspreis nahe kommen soll. Der Emissionskurs wird entweder vom Emittenten und/oder dessen Bankenkonsortium festgelegt. Ausgangspunkt für seine Festsetzung sind bei Aktien die Unternehmensbewertung, der innere Wert und die Einschätzungen der institutionellen Anleger bei den Roadshows und bei Anleihen die Emissionsrendite auf dem Rentenmarkt sowie das Rating des Emittenten. Dabei stehen sich zwei Interessen gegenüber. Einerseits bevorzugen die Altaktionäre und Gläubiger sowie Emittenten einen höheren Emissionskurs, weil er zu höherem Eigenkapital bzw. Fremdkapital führt (Finanzierungseffekt). Andererseits erwarten die Anleger einen niedrigen Emissionskurs wegen besserer Gewinnchancen und einer höheren Aktienrendite/Dividendenrendite.

## Ermittlung
Die Höhe des Emissionskurses bestimmt das Platzierungsvolumen der Emission auf dem Aktien- oder Rentenmarkt. Eine Unterbewertung {\displaystyle U} liegt vor, wenn der Emissionskurs {\displaystyle EK} auf dem Primärmarkt  niedriger ist als die Erstnotiz {\displaystyle E} auf dem Sekundärmarkt:
{\displaystyle U=EK<E}.
Ist der Emissionskurs höher als die Erstnotiz, handelt es sich um eine Überbewertung.

## Kapitalerhöhungen
Auch bei Kapitalerhöhungen, insbesondere bei Bezugsrechtsemissionen, kann es zu Unterbewertungen kommen. Bereits in den 1961 konnte beobachtet werden, dass einige Unternehmen junge Aktien zu einem extrem günstigen Kurs im Rahmen einer Bezugsrechtsemission anboten und die folgenden Dividendenzahlung auf gleich hohem Niveau je Aktie beließen. Dieses führt dazu, dass die Aktionäre – sofern vom Bezugsrecht Gebrauch gemacht wurde – alle mehr Aktien haben und somit mehr Dividende erhalten. Im Ergebnis dient hier die Unterbewertung – neben dem Erreichen einer hohen Annahmequote der Altaktionäre – als versteckte Kapitalerhöhung.

## Statistik
Die Unterbewertungen differieren sehr stark nach Ländern.
| Staat               | Zeitraum  | Unterbewertung |
| ------------------- | --------- | -------------- |
| Belgien             | 1984–1990 | 10,1 %         |
| Brasilien           | 1979–1990 | 78,5 %         |
| Volksrepublik China | 2002–2006 | 57,1 %         |
| Deutschland         | 2002–2006 | 51,0 %         |
| Frankreich          | 1983–1992 | 4,2 %          |
| Japan               | 1970–1996 | 24,0 %         |
| Norwegen            | 2002–2006 | 4,3 %          |
| Österreich          | 1964–1996 | 6,5 %          |
| Schweiz             | 1983–1989 | 35,5 %         |
| Vereinigte Staaten  | 1960–1996 | 15,8 %         |
| Welt                | 2002–2006 | 29,1 %         |

Auch in Staaten mit strenger Prospekthaftung besteht eine überdurchschnittliche Unterbewertung.

## Wirtschaftliche Aspekte
Das Unterbewertung wurde erstmals 1969 durch eine empirische Untersuchung über Aktienerstemissionen belegt. Unter- und Überbewertungen gehören zu den größten Kapitalmarktanomalien. Sie signalisieren, dass die Marktentwicklung des Börsenkurses vom Emittenten oder Konsortialführer falsch eingeschätzt wurde. Die Markttransparenz ist beeinträchtigt, wenn für eine Aktie effektiv zwei Kurse existieren – ein Emissionskurs und ein aktueller Börsenkurs. Die Emittenten mit sehr hohen Unterbewertungen zielen darauf ab, die Emissionskurse so niedrig anzusetzen, um eine sichere Platzierung ihrer Emission zu gewährleisten. Es führt bei Anlegern zur Überrendite und Gewinnchancen, bei Emittenten zu geringerem Eigenkapital oder Fremdkapital als bei einem optimalen Emissionskurs.
Ursachen einer Unterbewertung können verschiedentlich sein:
- Die Emissionskurse wurden aufgrund einer ex-ante-Unsicherheit bewusst niedriger als die zu diesem Zeitpunkt erwarteten Erstnotizen angesetzt;
- Die Anleger mit positiver Stimmung überschätzen am ersten Handelstag den inneren Wert der angebotenen Aktien (englisch investor sentiment).

Beide – gegensätzlichen – Arten stellen eine Differenz zwischen dem Emissionskurs und dem Börsenkurs auf dem Sekundärmarkt dar.
In der ex post-Analyse liegt der Emissionskurs unterhalb/oberhalb der Erstnotiz, ex ante und bei grundlagentheoretischen Betrachtungen liegt der Emissionskurs unter/über dem bei Informationsasymmetrie gleichgewichtigen ersten Börsenkurs auf dem Sekundärmarkt. Kevin Rock ging 1986 davon aus, dass es sich bei der Unterbewertung um eine Gleichgewichtsstrategie der Emittenten handele, die dem Umstand Rechnung trage, dass die Anleger unterschiedlich gut über die zukünftige Geschäftsentwicklung informiert seien. Uninformierte Marktteilnehmer des Kapitalmarkts (englisch winner's curse) müssen damit rechnen, einerseits wegen selektiver Nachfragezurückhaltung besser informierter Marktteilnehmer überproportional an „schlechten“ Emissionen zu partizipieren und andererseits wegen entsprechender Überzeichnung nur unterproportional an „guten“ Emissionen beteiligt zu werden. Deshalb ist eine generelle Unterbewertung für das Kapitalmarktgleichgewicht erforderlich. Je höher die Unterbewertung ausfällt, desto mehr uninformierte Marktteilnehmer bringen den Produktionsfaktor Kapital in suboptimale Nutzungen.
Die Differenz zwischen Emissionskurs und Erstnotiz wird als Zeichnungsgewinn (bei Unterbewertung) oder Zeichnungsverlust (bei Überbewertung) bezeichnet; der vom Anleger vereinnahmt wird oder zu tragen ist. Für den Emittenten stellt dagegen eine Unterbewertung Opportunitätskosten dar, weil er ex post die Emission auch zu einem höheren Emissionskurs hätte platzieren können. Empirische Untersuchungen zeigen, dass zwischen dem Zeichnungsgewinn und der Kursentwicklung der Aktien im Sekundärmarkt keine Korrelation besteht. Demnach gewährleistet eine Unterbewertung über den kurzfristigen Zeichnungsgewinn hinaus keinen nachhaltig positiven Kurseffekt, so dass hohe Zeichnungsgewinne nicht gleichbedeutend mit einem erfolgreichen Börsengang sind.
Ein (zu) hoher Emissionskurs (Überbewertung) erhöht das Platzierungsrisiko oder lässt den Börsengang sogar misslingen; nach der Erstnotiz drohen Kursverluste, die der weiteren Kursentwicklung oder dem Image des Emittenten schaden können. Zu niedrige Emissionskurse können zur Überzeichnung, zu hohe zur Unterzeichnung führen. Bei Aktien kann die Überzeichnung durch den Greenshoe, bei Anleihen durch Repartierung gelindert werden.
Es können sowohl positive (bei Unterbewertung) als auch negative (bei Überbewertung) Differenzen entstehen, die sich im Mittel jedoch ausgleichen, wodurch sich Emissionskurs und erster Börsenkurs im Durchschnitt entsprechen.